# دوروثي والتر باروخ
دوروثي والتر باروخ (بالإنجليزية: Dorothy Walter Baruch)‏ هي عالمة نفس وكاتبة للأطفال أمريكية، ولدت في 5 أغسطس 1899، وتوفيت في 4 سبتمبر 1962.